# Längesen
„Längesen” – singel szwedzkiego rapera Pettera i Veroniki Maggio, który został wydany w 2010 roku przez Universal Music Group. Utwór został umieszczony na albumie En räddare i nöden.

## Lista utworów
- Digital download (28 czerwca 2010)

1. „Längesen” (feat. Veronica Maggio) - 4:33

## Teledysk
Teledysk do utworu wyreżyserowany przez Samuela Fasta został wydany 24 czerwca 2010 roku.

## Notowania na listach przebojów
| Kraj    | Lista (2010/2011) | Najwyższa pozycja |
| ------- | ----------------- | ----------------- |
| Szwecja | Top 60 Singles    | 20                |